# 清华东路
39°59′58″N 116°20′23″E / 39.99947°N 116.33973°E
清华东路位于中華人民共和國北京市海淀区，为北京市区北部的一条东西向城市主干道。道路西起荷清路，东至京藏高速公路北沙滩桥与大屯路相连，全长2804.25米。清华东路为1953年所辟，最初为砾石路面，次年进行沥青表面处理，1959年重修为7米宽水泥路面，1983年两侧各拓宽2米沥青路面。作为2008年奥运会的配套工程，清华东路扩建工程于2007年9月29日通车，新建道路为四幅路，主路宽11.5米，非机动车道宽4米，人行道宽4米。
北京地铁15号线布设于清华东路下方，设清华东路西口等站。